# Kleinandelfingen
Kleinandelfingen est une commune suisse du canton de Zurich, située dans le district d'Andelfingen.

Photo aérienne (1964).